# Kulturmaschinen
Kulturmaschinen ist ein deutscher Buchverlag mit Sitz in Freiburg, der 2008 in Berlin-Kreuzberg gegründet wurde.
Der Verlag Kulturmaschinen präsentiert sich seit 2009 auf der Leipziger Buchmesse und auf der Frankfurter Buchmesse.

## Verlagsprogramm
Neben Philosophie publiziert der Verlag Romane und Lyrik. Schwerpunkte sind ein belletristisches Programm mit Hochliteratur und Sachbücher zur linken Philosophie. Er zählt zu den deutschen Independent-Verlagen. Der Verlag veröffentlicht außerdem DDR-Literatur, die der Makulierung der Lagerbestände im Jahr 1991 zum Opfer gefallen ist. Bisher neu erschienen sind die Titel Kuckucksbrut von Peter Abraham sowie Sture und das deutsche Herz von Erich Köhler.
Der Verlag empfiehlt Fairlag, das Aktionsbündnis für faire Verlage.

Im November 2011 berichtet der Buchmarkt, dass die Kulturmaschinen anlässlich des 80. Geburtstages von Franz Josef Degenhardt sein belletristisches Gesamtwerk publizieren. Im Artikel Werkausgabe - Degenhardt komplett heißt es: 

„Kulturmaschinen-Verlegerin Simone Barrientos Krauss ist stolz: Zum ersten Male erscheinen damit alle sieben Romane, ein Jugendbuch und zwei Liederbücher als geschlossene Reihe in einem Verlag.“

Am 14. November 2011 melden die Kulturmaschinen den Tod von Franz Josef Degenhardt Der Lyriker, Sänger und Schriftsteller Franz Josef Degenhardt starb am 14. November 2011 um 15 Uhr im Kreise seiner Familie.
Die „literarische Leitung“ des Verlags liegt seit Juni 2019 bei den Vereinsmitgliedern, während die Verlegerin Kulturmaschinen UG die kaufmännische Leitung innehat. Die Änderung des Verlages in einen Autoren-Verein geht auf Leander Sukov zurück, der vorher die inhaltliche Leitung innehatte.

## Autoren (Auswahl)

### Belletristik
- Peter H. Gogolin mit Isoldes Liebhaber, Calvinos Hotel, Seelenlähmung, Das Herz des Hais
- Heinrich von der Haar mit Mein Himmel brennt, Der Idealist
- Jutta Schubert mit Zwischen Sein und Spielen (über George Tabori) und Rettungen
- Julia Killet, Fiktion und Wirklichkeit
- Leander Sukov mit Homo Clausus, Perlensau, Ist besser, verdorben auch zu sein... - 21 Shakespeare Sonette und Warten auf Ahab
- Reimer Boy Eilers mit Das Helgoland, der Höllensturz und dem Langgedicht Die Schiffbrüchigen von Tumabatu
- Heinrich Peuckmann mit Aus der Spur und Unverhoffte Begegnung
- Sven j. Olsson mit Nackt und Gedächtnisabend. Über den Suizid.
- Peter Reuter/Jürgen Fiege mit Quarantäne Blues
- Jörn Birkholz mit Obermieter

### Sachbuch
- Heinrich von der Haar mit Kinderarbeit in Deutschland - Vom Kaiserreich bis heute